# 绍兴小百花越剧团
绍兴小百花越剧团，成立于1986年，位于中国浙江省绍兴市，为浙江省的主要越剧剧团之一。主要作品有《三看御妹》、《狸猫换太子》、《吴王悲歌》、《劈山救母》、《穆桂英挂帅》、《陆文龙》等。著名演员有吴素英、陈飞、吴凤花、张琳等，其中陈飞、吴凤花曾荣获中国戏剧梅花奖。